# Rada Miejska w Tarnowskich Górach
Rada Miejska w Tarnowskich Górach – stanowiący i kontrolny organ władzy samorządowej gminy miejskiej Tarnowskie Góry. Rada jest reprezentantem interesów zbiorowych wspólnoty samorządowej.
Organizację wewnętrzną i tryb pracy Rady określa regulamin, stanowiący załącznik nr 3 do statutu miasta.
Istnieje od 1990. W jej skład wchodzi 23 radnych wybieranych na terenie miasta w wyborach bezpośrednich w trzech okręgach wyborczych i odrębnych obwodach głosowania na kadencję trwającą 5 lat (do 2018 roku – 4 lata), licząc od dnia wyboru.
Zasady i tryb przeprowadzenia wyborów określa odrębna ustawa. Skrócenie kadencji rady może nastąpić w drodze referendum lokalnego.
W kadencji 2024–2029 przewodniczącym Rady początkowo był Adrian Wolnik, którego 21 listopada 2024 roku zastąpił Tomasz Olszewski. Funkcje wiceprzewodniczących Rady pełnią Justyna Kosmała oraz Robert Mrozek i Dominik Gryc (od 21 listopada 2024 roku), a do 21 listopada 2024 roku wiceprzewodniczącymi byli Aleksandra Król-Skowron i Piotr Szczęsny. 
Atrybutem Przewodniczącego Rady Miejskiej jest łańcuch z Herbem Wielkim Tarnowskich Gór wykonany z metalu barwy złotej, używany podczas oficjalnych i uroczystych wystąpień.

## Kadencja 2024–2029

### Prezydium Rady Miejskiej[7]
| Imię i nazwisko | Imię i nazwisko         | Przynależność                                 | Funkcja                                           |
| --------------- | ----------------------- | --------------------------------------------- | ------------------------------------------------- |
|                 | Tomasz Olszewski        | Prawo i Sprawiedliwość                        | Przewodniczący Rady Miejskiej (od 21.11.2024)     |
|                 | Justyna Kosmała         | Inicjatywa Obywatelska Powiatu Tarnogórskiego | Wiceprzewodnicząca Rady Miejskiej                 |
|                 | Robert Mrozek           | Inicjatywa Obywatelska Powiatu Tarnogórskiego | Wiceprzewodniczący Rady Miejskiej (od 21.11.2024) |
|                 | Dominik Gryc            | Prawo i Sprawiedliwość                        | Wiceprzewodniczący Rady Miejskiej (od 21.11.2024) |
|                 | Adrian Wolnik           | Inicjatywa Obywatelska Powiatu Tarnogórskiego | Przewodniczący Rady Miejskiej (do 21.11.2024)     |
|                 | Aleksandra Król-Skowron | KKW Koalicja Obywatelska                      | Wiceprzewodnicząca Rady Miejskiej (do 21.11.2024) |
|                 | Piotr Szczęsny          | KKW Koalicja Obywatelska                      | Wiceprzewodniczący Rady Miejskiej (do 21.11.2024) |

### Skład Rady Miejskiej
Skład rady miejskiej w Tarnowskich Górach w kadencji 2024–2029:
     KW Nasz Samorząd: 2 
     Koalicja Obywatelska: 9 
     KW Inicjatywa Obywatelska Powiatu Tarnogórskiego: 7 
     Prawo i Sprawiedliwość: 5 
| Lp. | Lp. | Okręg wyborczy | Imię i nazwisko         | Przynależność                                    |
| --- | --- | -------------- | ----------------------- | ------------------------------------------------ |
|     | 1.  | 3              | Krzysztof Bergier       | KKW Koalicja Obywatelska                         |
|     | 2.  | 1              | Marek Breguła           | KKW Koalicja Obywatelska                         |
|     | 3.  | 2              | Mariusz Kupny           | KW Inicjatywa Obywatelska Powiatu Tarnogórskiego |
|     | 4.  | 1              | Jerzy Dziuk             | Prawo i Sprawiedliwość                           |
|     | 5.  | 2              | Aleksandra Garczarczyk  | KKW Koalicja Obywatelska                         |
|     | 6.  | 3              | Łukasz Garus            | KKW Koalicja Obywatelska                         |
|     | 7.  | 3              | Dominik Gryc            | Prawo i Sprawiedliwość                           |
|     | 8.  | 2              | Justyna Kosmała         | KW Inicjatywa Obywatelska Powiatu Tarnogórskiego |
|     | 9.  | 2              | Feliks Kowalski         | KW Inicjatywa Obywatelska Powiatu Tarnogórskiego |
|     | 10. | 1              | Aleksandra Król-Skowron | KKW Koalicja Obywatelska                         |
|     | 11. | 1              | Zofia Lesiewicz         | KKW Koalicja Obywatelska                         |
|     | 12. | 3              | Małgorzata Macioła      | KW Nasz Samorząd                                 |
|     | 13. | 1              | Robert Mrozek           | KW Inicjatywa Obywatelska Powiatu Tarnogórskiego |
|     | 14. | 3              | Joanna Oleś             | KKW Koalicja Obywatelska                         |
|     | 15. | 3              | Tomasz Olszewski        | Prawo i Sprawiedliwość                           |
|     | 16. | 2              | Krzysztof Piasecki      | Prawo i Sprawiedliwość                           |
|     | 17. | 3              | Beata Piegza            | KW Inicjatywa Obywatelska Powiatu Tarnogórskiego |
|     | 18. | 1              | Paweł Sienko            | KW Nasz Samorząd                                 |
|     | 19. | 2              | Piotr Szczęsny          | KKW Koalicja Obywatelska                         |
|     | 20. | 2              | Bartosz Śnietka         | Prawo i Sprawiedliwość                           |
|     | 21. | 1              | Dariusz Warda           | KW Inicjatywa Obywatelska Powiatu Tarnogórskiego |
|     | 22. | 2              | Janusz Wojewodzic       | KKW Koalicja Obywatelska                         |
|     | 23. | 3              | Adrian Wolnik           | KW Inicjatywa Obywatelska Powiatu Tarnogórskiego |
|     | –   | 1              | Jolanta Tuszyńska       | KW Inicjatywa Obywatelska Powiatu Tarnogórskiego |

## Kadencja 2018–2024

### Prezydium Rady Miejskiej[8]
| Imię i nazwisko | Imię i nazwisko  | Przynależność                                 | Funkcja                                           |
| --------------- | ---------------- | --------------------------------------------- | ------------------------------------------------- |
|                 | Adrian Wolnik    | Inicjatywa Obywatelska Powiatu Tarnogórskiego | Przewodniczący Rady Miejskiej                     |
|                 | Franciszek Nowak | Inicjatywa Obywatelska Powiatu Tarnogórskiego | Wiceprzewodniczący Rady Miejskiej                 |
|                 | Łukasz Garus     | KKW Platforma.Nowoczesna Koalicja Obywatelska | Wiceprzewodniczący Rady Miejskiej                 |
|                 | Mirosław Grzęda  | Prawo i Sprawiedliwość                        | Wiceprzewodniczący Rady Miejskiej (od 24.03.2021) |

### Skład Rady Miejskiej
Skład rady miejskiej w Tarnowskich Górach w kadencji 2018–2024:
| Lp. | Lp. | Okręg wyborczy | Imię i nazwisko         | Przynależność                                    |
| --- | --- | -------------- | ----------------------- | ------------------------------------------------ |
|     | 1.  | 2              | Tadeusz Stasiak         | KW Inicjatywa Obywatelska Powiatu Tarnogórskiego |
|     | 2.  | 3              | Łukasz Garus            | Koalicja Obywatelska                             |
|     | 3.  | 1              | Mirosław Grzęda         | Prawo i Sprawiedliwość                           |
|     | 4.  | 2              | Jan Gębka               | Prawo i Sprawiedliwość                           |
|     | 5.  | 3              | Andrzej Komenderski     | KW Inicjatywa Obywatelska Powiatu Tarnogórskiego |
|     | 6.  | 2              | Justyna Kosmała         | KW Inicjatywa Obywatelska Powiatu Tarnogórskiego |
|     | 7.  | 2              | Feliks Kowalski         | KW Inicjatywa Obywatelska Powiatu Tarnogórskiego |
|     | 8.  | 1              | Aleksandra Król-Skowron | KKW Platforma.Nowoczesna Koalicja Obywatelska    |
|     | 9.  | 2              | Mariusz Kupny           | KW Inicjatywa Obywatelska Powiatu Tarnogórskiego |
|     | 10. | 1              | Mirosław Mateja         | Prawo i Sprawiedliwość                           |
|     | 11. | 1              | Robert Mrozek           | KW Inicjatywa Obywatelska Powiatu Tarnogórskiego |
|     | 12. | 3              | Franciszek Nowak        | KW Inicjatywa Obywatelska Powiatu Tarnogórskiego |
|     | 13. | 3              | Beata Piegza            | KW Inicjatywa Obywatelska Powiatu Tarnogórskiego |
|     | 14. | 3              | Marek Porada            | niezależny                                       |
|     | 15. | 3              | Krzysztof Michalski     | KW Inicjatywa Obywatelska Powiatu Tarnogórskiego |
|     | 16. | 2              | Piotr Szczęsny          | KKW Platforma.Nowoczesna Koalicja Obywatelska    |
|     | 17. | 1              | Marek Breguła           | KKW Platforma.Nowoczesna Koalicja Obywatelska    |
|     | 18. | 3              | Janusz Śnietka          | Prawo i Sprawiedliwość                           |
|     | 19. | 1              | Dorota Tiszler          | KW Inicjatywa Obywatelska Powiatu Tarnogórskiego |
|     | 20. | 1              | Dariusz Warda           | KW Inicjatywa Obywatelska Powiatu Tarnogórskiego |
|     | 21. | 2              | Janusz Wojewodzic       | KKW Platforma.Nowoczesna Koalicja Obywatelska    |
|     | 22. | 3              | Adrian Wolnik           | KW Inicjatywa Obywatelska Powiatu Tarnogórskiego |
|     | 23. | 2              | Stefan Zientkowski      | KW Inicjatywa Obywatelska Powiatu Tarnogórskiego |
|     | –   | 1              | Jarosław Ślepaczuk      | KKW Platforma.Nowoczesna Koalicja Obywatelska    |

### Komisje Rady Miejskiej
W kadencji 2018–2024 działało dziesięć komisji Rady Miejskiej:
| Lp. | Nazwa komisji                                    | Symbol | Przewodniczący          | Zastępca przewodniczącego | Członkowie                                                                       |        |
| --- | ------------------------------------------------ | ------ | ----------------------- | ------------------------- | -------------------------------------------------------------------------------- | ------ |
| 1.  | Komisja Rewizyjna                                | KR     | Tadeusz Stasiak         | Jarosław Ślepaczuk        | Dariusz Warda, Janusz Wojewodzic, Mirosław Grzęda, Jan Gębka                     | [ 11 ] |
| 2.  | Skarg, Wniosków i Petycji                        | KSWiP  | Dariusz Warda           | Janusz Wojewodzic         | Tadeusz Stasiak, Mariusz Kupny, Janusz Śnietka, Mirosław Grzęda, Mirosław Mateja | [ 12 ] |
| 3.  | Komisja Budżetowa                                | KB     | Feliks Kowalski         | Justyna Kosmała           | Krzysztof Michalski, Aleksandra Król-Skowron, Stefan Zientkowski                 | [ 13 ] |
| 4.  | Komisja Mienia Komunalnego                       | KMK    | Stefan Zientkowski      | Krzysztof Michalski       | Piotr Szczęsny, Feliks Kowalski                                                  | [ 14 ] |
| 5.  | Komisja Strategii, Rozwoju, Promocji i Turystyki | KSRPiT | Robert Mrozek-Warmiński | Aleksandra Król-Skowron   | Dariusz Warda, Andrzej Komenderski, Mirosław Grzęda                              | [ 15 ] |
| 6.  | Komisja Rodziny, Zdrowia i Spraw Społecznych     | KRZiSS | Piotr Szczęsny          | Dorota Tiszler            | Robert Mrozek-Warmiński, Beata Piegza, Mirosław Mateja                           | [ 16 ] |
| 7.  | Komisja Edukacji                                 | KE     | Beata Piegza            | Janusz Śnietka            | Robert Mrozek-Warmiński, Aleksandra Król-Skowron, Krzysztof Michalski            | [ 17 ] |
| 8.  | Komisja Kultury i Sportu                         | KKiS   | Marek Porada            | Mirosław Mateja           | Justyna Kosmała, Beata Piegza, Andrzej Komenderski                               | [ 18 ] |
| 9.  | Komisja Środowiska                               | KŚ     | Andrzej Komenderski     | Jan Gębka                 | Dorota Tiszler, Beata Piegza, Justyna Kosmała                                    | [ 19 ] |
| 10. | Komisja Bezpieczeństwa i Porządku Prawnego       | KBiPP  | Mariusz Kupny           | Mirosław Grzęda           | Stefan Zientkowski, Krzysztof Michalski, Marek Porada                            | [ 20 ] |

## Kadencja 2014–2018

### Okręgi wyborcze
Granice jednomandatowych okręgów wyborczych, w których odbyły się wybory do Rady Miejskiej kadencji 2014–2018.
| Nr okręgu | Granice |
| --------- | --- |
| 1         | 11 Listopada 1–2, 4–8, Agnieszki Osieckiej, Aleja Brzozowa, Borówkowa, Chemików, Dębowa, Doktora Hagera, Druha Ignacego Sowy, Edukacji Narodowej, Generała Pułaskiego, Górna, Grabowa, Husarska, Jagiellońska, Jagodowa, Jeżynowa, Kanałowa, Karłowicza, Kombatantów, Kossaka, Kościelna 1–35, 39A–79 nieparzyste, Kraszewskiego, Ks. prałata Edwarda Płonki, Kuncewiczowej, Łąkowa, Majakowskiego 2–11, Na glinkach, Okrężna, Pionierska, Plac XXV-lecia PRL, Poczty Gdańskiej, Proletariacka, Prusa, Pustki – Leśnictwo, Rowickiego, Rzeczna, Siwcowa, Solskiego, Strawińskiego, Sudecka, Szczytowa, Ściegiennego, Świerkowa, Westerplatte, Zagórska 2–86, Zakładowa, Zametowska, Żwirowa |
| 2         | Armii Krajowej, Grzybowa 1–71, 73–83D nieparzyste, Komuny Paryskiej, Kościelna 36–62 parzyste, od 81 do końca, Strzybnicka, Zagórska 87–97/III, 99–113 nieparzyste, Zawiszy 4, od 9A do końca |
| 3         | 22 Stycznia, Boczna, Czarnohucka, Fabryczna od 26C do końca, Grodzka, Grzybowa 72–80 parzyste, od 85 do końca, Kolejowa, Księdza Rudola, Mazowiecka, Pola, Poziomkowa, Reja, Skórki, Słowackiego, Wyzwolenia, Zakątek, Zawiśloka |
| 4         | 1 Maja, 3 Maja, Błękitna, Broniewskiego, Cmentarna, Częstochowska 11–19 nieparzyste, od 24 do końca, Fabryczna 1–26, Generała Andersa 2–15, Hutnicza, Jasna, Końcowa, Korfantego, Lasowicka, Leśna, Letnia, Łączna, Mokra, Moniuszki, Mościckiego, Nakielska od 12 do końca numery parzyste, Narutowicza, Obwodnica – od strony północnej miasta do skrzyżowania z ulicą Siewierską, Plebiscytowa, Płuczki, Polna, Prostopadła, Reymonta, Równoległa, Siewierska, Sosnowa, Spadowa, Stawowa, Świętego Wojciecha, Tęczowa, Wiosenna, Wrzosowa, Źródlana |
| 5         | Generała Andersa od 21A do końca, Ks. Ignacego Siwca, Marii Rozpłochowskiej, Obwodnica – od skrzyżowania z ulicą Siewierską do skrzyżowania z ulicą Nakielską |
| 6         | Aleja Kwiatów 4–6 parzyste, od 7 do końca, Chopina, Dąbrowskiego, Kolorowa, Kopernika, Miła, Miodowa, Młodości, Obwodnica – strona nieparzysta od skrzyżowania z linią kolejową do wysokości ul. Słoneczników, Piaskowa, Pogodna, Stroma, Świętego Jana, Targowa, Zaciszna |
| 7         | Aleja Kwiatów 1–5 nieparzyste, Astrów, Bratków, Bytomska 16–16A parzyste, od 19 do końca, Fiołków, Narcyzów, Obwodnica – strona nieparzysta od skrzyżowania na wysokości ul. Słoneczników do skrzyżowania z kolejką wąskotorową, Różana, Słoneczników |
| 8         | 23 Stycznia, Bolesława Krzywoustego, Bolesława Śmiałego, Bracka, Generała Sikorskiego, Góralska, Grunwaldzka, Kazimierza Jagiellończyka, Kazimierza Odnowiciela, Kazimierza Wielkiego, Korola 2–36A parzyste, Kościuszkowców, Króla Jana Kazimierza, Krucza, Mieszka I, Obwodnica – strona parzysta od skrzyżowania z linią kolejową do wysokości ul. Bolesława Śmiałego, Plater, Radzionkowska, Rodło, Skargi, Stefana Batorego, Strzelczyka, Świętej Barbary, Walecznych, Wilcza, Wolskiego |
| 9         | Barytowa, Galmanowa, Głogowa, Główna, Henryka Brodatego, Jemiołowa, Jodłowa, Kalcytowa, Kalinowa, Kłosowa, Kopalniana, Korola 1–37 nieparzyste, od 38 do końca, Królowej Jadwigi, Ks. Wiktora Sojki, Kurka, Leszczynowa, Mała 5–21A nieparzyste, od 22 do końca, Obwodnica – strona parzysta od skrzyżowania z ul. Bolesława Śmiałego do skrzyżowania z ul. Małą, Parkowa, Podmiejska, Prochowa, Przedwiośnie, Puszkina, Spacerowa, Staffa, Strzelnicza, Swobodna, Świetlana, Tarninowa, Topolowa, Wapienna, Władysława Hermana, Wodociągowa od 20 do końca numery parzyste, Zwycięstwa |
| 10        | Augustyna Kaczmarka, Bażantów, Brzozowa, Czajek, Długa, Gliwicka 133, od 162 do końca, Jaworowa, Kamienna, Kosów, Księdza Renka, Myśliwska, Niemcewicza, Ptasi Jar, Repecka 55–63 nieparzyste, od 100 do końca, Sadowa, Sikorek, Skowronków, Spokojna, Staszica od 77 do końca, Śniadeckiego 1, Turkusowa, Waliski, Witosa, Wodociągowa 5, 14–18 parzyste, Żeromskiego |
| 11        | 11 Listopada 3, od 10 do końca, Batalionów Chłopskich, Czereśniowa, Czołgistów, Dymarska, Dzierżonia, Górnośląska, Iglasta, Laryszowska, Lawendowa, Liściasta, Lotników, Łowna, Majakowskiego od 12 do końca, Morelowa, Obwodnica- strona parzysta od skrzyżowania z ul. Opatowicką do skrzyżowania z ul. Zagórską, Opatowicka od 80 do końca numery parzyste, Paderewskiego, Pastuszki, Piaseczna, Płóciennika, Polarna, Powstańców Warszawskich, Przemysłowa, Racławicka, Sempołowskiej, Sielanka od 8 do końca numery parzyste, Skarżyńskiego, Słomianka, Sorychty, Starotarnowicka, Starowapienna, Szymanowskiego, Tołstoja, Tuwima, Wiejska, Wiślana, Wiśniowa, Zagórska 98–110 parzyste, 115–153, od 156 do końca, Zalesie, Zawiszy 1–3A, 5–8, Zwarta |
| 12        | Aleja Jana Pawła II, Alfonsa Zgrzebnioka, Bałkańska, Bałtycka: strona nieparzysta od skrzyżowania z rondem im. Księdza kpt. Wilhelma Stempora, Kardynała Wyszyńskiego 16–78 parzyste, od 81 do końca, Konduktorska 32, od 35 do końca, Łanowa, Miedziana, Na Wzgórzu, Niedziałkowskiego, Obwodnica – strona parzysta od skrzyżowania z rondem im. Księdza kpt. Wilhelma Stempora do skrzyżowania z ul. Kardynała Wyszyńskiego, Panoramiczna, Pyskowicka, Repecka 1–54, 56–98 parzyste, Skrzypczyka, Srebrna, Śniadeckiego od 2 do końca, Widokowa |
| 13        | Doniecka, Francuska 1–17C nieparzyste, od 22 do końca, Janasa, Jałowcowa, Jaśminowa, Miętowa, Rumiankowa, Sielanka od 1 do końca numery nieparzyste, Szafranowa |
| 14        | Francuska 2–20D parzyste, Włoska |
| 15        | Estońska, Litewska, Łotewska, Morcinka, Poczdamska, rondo im. Księdza dr Gustawa Klapucha |
| 16        | Drozdów, Duńska, Fińska, Hipoteczna, Hiszpańska, Kormoranów, Norweska, Obwodnica – strona parzysta od skrzyżowania z ul. Kardynała Wyszyńskiego do skrzyżowania z ul. Opatowicką, Ondraszka, Opatowicka od 83 do końca numery nieparzyste, Orla, Pawia, Pomorska, Przepiórek, Saperów, Szczygłów, Szwedzka, Węgierska |
| 17        | 11 Pułku Piechoty, 3 Pułku Ułanów, Krasickiego, Obwodnica – strona nieparzysta od skrzyżowania z ul. Opatowicką do skrzyżowania z ul. Opolską, Opatowicka 5–79, 81, Opolska od 36 do końca, Rondo im. bł. ks. Jerzego Popiełuszki, Świętej Katarzyny, Towarowa, Ułańska, Wodna, Zagórska 155 |
| 18        | Bałtycka: strona nieparzysta od skrzyżowania z ul. Gliwicką do skrzyżowania z rondem im. Księdza kpt. Wilhelma Stempora, Beskidzka, Cebuli, Gruzełki, Kardynała Wyszyńskiego 1A–15, 17–79A nieparzyste, Krótka, Macieja, Młodzieżowa, Obwodnica – strona nieparzysta od skrzyżowania z rondem im. Księdza kpt. Wilhelma Stempora do skrzyżowania z ul. Opatowicką, Odrzańska, Opolska 12–35, PCK, Plac Gwarków, Poranna, Radosna, rondo im. Księdza kpt.Wilhelma Stempora, Roździeńskiego, Ruciana, Rymera, Sawina, Słowików, Staropolska, Strzelców Bytomskich, Szafirowa, Szkolna, Szpaków, Śliska, Wenecka, Wesoła, Wyspiańskiego, Zachodnia, Zagrodowa |
| 19        | Bałtycka: strona parzysta od skrzyżowania z ul. Gliwicką do skrzyżowania z rondem im. Księdza kpt. Wilhelma Stempora, Cicha, Daszyńskiego, Dolomitów, Feliksa Piestraka, Franciszka Garusa, Gliwicka 24–34 parzyste, 35–131, 154–160, Górnicza 11–27 nieparzyste, od 28 do końca, Karłuszowiec, Kierunkowa, Kolejarzy, Konduktorska 2–30, 33, Kujawska, Legionów, Lipowa, Ludowa, Lyszcze, Łomnickiego, Mała 10–20 parzyste, Małgorzaty, Maszynistów, Nowa, Obwodnica – strona nieparzysta od skrzyżowania z kolejką wąskotorową do ronda im. Księdza kpt. Wilhelma Stempora oraz strona parzysta od skrzyżowania z ulicą Małą do ronda im. Księdza kpt. Wilhelma Stempora, Ogrodowa, Piernikarczyka, Prosta, rondo im. NSZZ „Solidarność”, Rudna, Rudolfa von Carnalla, Semaforowa, Skalna, Skarbka, Skośna, Staszica 3–76, Sygnałów, Szarych Szeregów, Szczęść Boże, Szybów, Śląska, Torowa, Trakcyjna, Wielkopolska, Wodociągowa od 7 do końca numery nieparzyste |
| 20        | Bondkowskiego, Bytomska 1–14, 17–17A, Cegielniana, Górnicza 1–9C, 12–26 parzyste, Jurczyka, Kaczyniec, Karola Miarki, Kochanowskiego, Krakowska, Ligonia, Lompy, Marszałka Piłsudskiego, Mleczna, Nakielska 5–10B, od 13 do końca numery nieparzyste, Nałkowskiej, Obwodnica – od skrzyżowania z ulicą Nakielską w kierunku południowym do linii kolejowej, Opaleniec, Oświęcimska, Piastowska, Plac Wolności, rondo imienia Ks. dr Franciszka Blachnickiego, rondo imienia ppłk. pilota inż. Gerarda Karola Ranoszka, Rynek, Stara, Staropocztowa, Świętego Jacka, Zamkowa, Żwirki i Wigury |
| 21        | Dolna, Gliwicka 5–22, 25–33 nieparzyste, Jana III Sobieskiego, Królika, Księdza Lewka, Księdza Wajdy, Lelewela, Łukowa, Nowaka, Odrodzenia, Opolska 2–11, Orzeszkowej, Osmańczyka, Poprzeczna, Powstańców Śląskich, Przesmyk, Ratuszowa, Sienna, Stalmacha, Strzelecka, Szymały, Tylna, Wawreczki, Wąska |
| 22        | Generała Hallera, Kasztanowa, Klonowa, Korczaka, Kościuszki 13–19A nieparzyste, od 20 do końca, Kruszcowa, Księdza Bończyka, Łowiecka, Okrzei, Płk Cypriana Bystrama, Płk Czesława Chmielewskiego, Skłodowskiej-Curie, Świdra, Tatrzańska, Wojska Polskiego, Zielona |
| 23        | 9 Maja, Bohaterów Monte Cassino, Częstochowska 1–9, 12–14 parzyste, Generała Bema, Graniczna, Kościuszki 1–12, 18, Krzywa, Księcia Jana Opolskiego, Mickiewicza, Park Strzelecki, Plac Towarzystwa Przyjaciół Dzieci, Pokoju, Sienkiewicza, Styczyńskiego, Tysiąclecia |

### Prezydium Rady Miejskiej
| Imię i nazwisko | Imię i nazwisko  | Przynależność                                 | Funkcja                           |
| --------------- | ---------------- | --------------------------------------------- | --------------------------------- |
|                 | Tomasz Olszewski | Inicjatywa Obywatelska Powiatu Tarnogórskiego | Przewodniczący Rady Miejskiej     |
|                 | Franciszek Nowak | Inicjatywa Obywatelska Powiatu Tarnogórskiego | Wiceprzewodniczący Rady Miejskiej |
|                 | Marek Jaworski   | Inicjatywa Obywatelska Powiatu Tarnogórskiego | Wiceprzewodniczący Rady Miejskiej |

### Skład Rady Miejskiej
Skład rady miejskiej w Tarnowskich Górach w kadencji 2014–2018:
| Lp. | Lp. | Imię i nazwisko     | Przynależność                                 |
| --- | --- | ------------------- | --------------------------------------------- |
|     | 1.  | Franciszek Nowak    | Inicjatywa Obywatelska Powiatu Tarnogórskiego |
|     | 2.  | Andrzej Komenderski | KW Stowarzyszenia Przyjazny Samorząd          |
|     | 3.  | Janusz Śnietka      | Prawo i Sprawiedliwość                        |
|     | 4.  | Stanisław Beśka     | Inicjatywa Obywatelska Powiatu Tarnogórskiego |
|     | 5.  | Beata Piegza        | Inicjatywa Obywatelska Powiatu Tarnogórskiego |
|     | 6.  | Tomasz Olszewski    | Inicjatywa Obywatelska Powiatu Tarnogórskiego |
|     | 7.  | Ewald Opuchlik      | Inicjatywa Obywatelska Powiatu Tarnogórskiego |
|     | 8.  | Grzegorz Waloszczyk | Inicjatywa Obywatelska Powiatu Tarnogórskiego |
|     | 9.  | Stefan Zientkowski  | Inicjatywa Obywatelska Powiatu Tarnogórskiego |
|     | 10. | Józef Harwig        | Inicjatywa Obywatelska Powiatu Tarnogórskiego |
|     | 11. | Adrian Wolnik       | Inicjatywa Obywatelska Powiatu Tarnogórskiego |
|     | 12. | Feliks Kowalski     | Inicjatywa Obywatelska Powiatu Tarnogórskiego |
|     | 13. | Tadeusz Stasiak     | Inicjatywa Obywatelska Powiatu Tarnogórskiego |
|     | 14. | Józef Sienicki      | Inicjatywa Obywatelska Powiatu Tarnogórskiego |
|     | 15. | Tomasz Nawrat       | Inicjatywa Obywatelska Powiatu Tarnogórskiego |
|     | 16. | Danuta Fleszar      | Inicjatywa Obywatelska Powiatu Tarnogórskiego |
|     | 17. | Dariusz Warda       | Inicjatywa Obywatelska Powiatu Tarnogórskiego |
|     | 18. | Tadeusz Torbus      | Inicjatywa Obywatelska Powiatu Tarnogórskiego |
|     | 19. | Kazimierz Mańka     | Inicjatywa Obywatelska Powiatu Tarnogórskiego |
|     | 20. | Robert Mrozek       | Inicjatywa Obywatelska Powiatu Tarnogórskiego |
|     | 21. | Marek Jaworski      | Inicjatywa Obywatelska Powiatu Tarnogórskiego |
|     | 22. | Piotr Gładki        | Inicjatywa Obywatelska Powiatu Tarnogórskiego |
|     | 23. | Elżbieta Pyka       | Inicjatywa Obywatelska Powiatu Tarnogórskiego |

### Komisje Rady Miejskiej
W kadencji 2014–2018 działało dziewięć komisji Rady Miejskiej:
| Lp. | Nazwa komisji                                                | Symbol       | Przewodniczący      | Zastępca przewodniczącego | Członkowie                                                         |        |
| --- | ------------------------------------------------------------ | ------------ | ------------------- | ------------------------- | ------------------------------------------------------------------ | ------ |
| 1.  | Komisja Rewizyjna                                            | KR           | Ewald Opuchlik      | Józef Harwig              | Piotr Gładki, Andrzej Komenderski, Kazimierz Mańka                 | [ 22 ] |
| 2.  | Komisja Budżetowa                                            | KB           | Feliks Kowalski     | Dariusz Warda             | Józef Harwig, Marek Jaworski, Józef Sienicki                       | [ 23 ] |
| 3.  | Komisja ds. Edukacji                                         | K ds. E      | Stanisław Beśka     | Beata Piegza              | Danuta Fleszar, Robert Mrozek, Elżbieta Pyka, Grzegorz Waloszczyk  | [ 24 ] |
| 4.  | Komisja ds. Rodziny, Zdrowia i Spraw Społecznych             | K ds. RZiSS  | Tadeusz Torbus      | Elżbieta Pyka             | Andrzej Komenderski, Robert Mrozek i Stefan Zientkowski            | [ 25 ] |
| 5.  | Komisja Praworządności i Bezpieczeństwa                      | K PiB        | Tadeusz Stasiak     | Józef Sienicki            | Piotr Gładki, Tomasz Nawrat, Janusz Śnietka                        | [ 26 ] |
| 6.  | Komisja ds. Mienia Komunalnego                               | K ds. MK     | Piotr Gładki        | Adam Wolnik               | Danuta Fleszar, Ewald Opuchlik                                     | [ 27 ] |
| 7.  | Komisja ds. Rozwoju, Promocji Miasta i Funduszy Europejskich | K ds. RPMiFE | Tomasz Nawrat       | Robert Mrozek             | Andrzej Komenderski, Tadeusz Stasiak, Dariusz Warda, Adrian Wolnik | [ 28 ] |
| 8.  | Komisja ds. Kultury i Sportu                                 | K ds. KiS    | Grzegorz Waloszczyk | Danuta Fleszar            | Stanisław Beśka, Tomasz Nawrat, Beata Piegza, Adrian Wolnik        | [ 29 ] |
| 9.  | Komisja ds. Ochrony Środowiska                               | K ds. OŚ     | Stefan Zientkowski  | Kazimierz Mańka           | Feliks Kowalski, Beata Piegza, Janusz Śnietka, Tadeusz Torbus      | [ 30 ] |

## Kadencja 2010–2014

### Prezydium Rady Miejskiej
| Imię i nazwisko | Imię i nazwisko   | Przynależność                                 | Funkcja                                        |
| --------------- | ----------------- | --------------------------------------------- | ---------------------------------------------- |
|                 | Stanisław Kowolik | Prawo i Sprawiedliwość                        | Przewodniczący Rady Miejskiej                  |
|                 | Franciszek Nowak  | Inicjatywa Obywatelska Powiatu Tarnogórskiego | Wiceprzewodniczący Rady Miejskiej              |
|                 | Marek Jaworski    | Inicjatywa Obywatelska Powiatu Tarnogórskiego | Wiceprzewodniczący Rady Miejskiej (od 02.2012) |
|                 | Janusz Śnietka    | KWW Przyjazny Samorząd                        | Wiceprzewodniczący Rady Miejskiej (do 02.2012) |

### Skład Rady Miejskiej
Skład rady miejskiej w Tarnowskich Górach w kadencji 2010–2014:
| Lp. | Lp. | Okręg wyborczy | Imię i nazwisko     | Przynależność                                 |
| --- | --- | -------------- | ------------------- | --------------------------------------------- |
|     | 1.  | 3              | Łukasz Garus        | Platforma Obywatelska RP                      |
|     | 2.  | 1              | Piotr Gładki        | Inicjatywa Obywatelska Powiatu Tarnogórskiego |
|     | 3.  | 2              | Franciszek Herman   | niezależny                                    |
|     | 4.  | 1              | Marek Jaworski      | Inicjatywa Obywatelska Powiatu Tarnogórskiego |
|     | 5.  | 3              | Andrzej Komenderski | KWW Przyjazny Samorząd                        |
|     | 6.  | 2              | Feliks Kowalski     | Inicjatywa Obywatelska Powiatu Tarnogórskiego |
|     | 7.  | 2              | Stanisław Kowolik   | Prawo i Sprawiedliwość                        |
|     | 8.  | 1              | Andrzej Lorencki    | Prawo i Sprawiedliwość                        |
|     | 9.  | 1              | Krzysztof Łoziński  | niezależny                                    |
|     | 10. | 3              | Franciszek Nowak    | Inicjatywa Obywatelska Powiatu Tarnogórskiego |
|     | 11. | 3              | Stefan Nowak        | Prawo i Sprawiedliwość                        |
|     | 12. | 1              | Monika Oleś         | Platforma Obywatelska RP                      |
|     | 13. | 3              | Tomasz Olszewski    | Inicjatywa Obywatelska Powiatu Tarnogórskiego |
|     | 14. | 3              | Ewald Opuchlik      | Inicjatywa Obywatelska Powiatu Tarnogórskiego |
|     | 15. | 1              | Marek Pyla          | niezależny                                    |
|     | 16. | 2              | Kazimierz Szczerba  | KWW Przyjazny Samorząd                        |
|     | 17. | 2              | Piotr Szczęsny      | Platforma Obywatelska RP                      |
|     | 18. | 3              | Krzysztof Sznajder  | Inicjatywa Obywatelska Powiatu Tarnogórskiego |
|     | 19. | 1              | Jarosław Ślepaczuk  | Platforma Obywatelska RP                      |
|     | 20. | 3              | Janusz Śnietka      | KWW Przyjazny Samorząd                        |
|     | 21. | 1              | Tadeusz Torbus      | Inicjatywa Obywatelska Powiatu Tarnogórskiego |
|     | 22. | 2              | Janusz Wojewodzic   | Platforma Obywatelska RP                      |
|     | 23. | 2              | Stefan Zientkowski  | Inicjatywa Obywatelska Powiatu Tarnogórskiego |

### Komisje Rady Miejskiej
W kadencji 2010–2014 działało początkowo sześć, następnie siedem komisji Rady Miejskiej:
| Lp. | Nazwa komisji                                            | Symbol     | Przewodniczący     | Zastępca przewodniczącego | Członkowie |        |
| --- | -------------------------------------------------------- | ---------- | ------------------ | ------------------------- | --- | ------ |
| 1.  | Komisja Rewizyjna                                        | KR         | Ewald Opuchlik     | Krzysztof Sznajder        | Piotr Gładki, Janusz Śnietka, Stefan Nowak, Piotr Szczesny, Jarosław Ślepaczuk                                                     | [ 33 ] |
|     | Komisja ds. Budżetu, Rozwoju Miasta i Ochrony Środowiska | Kds.BRMiOŚ | Feliks Kowalski    | Marek Jaworski            | Franciszek Herman, Andrzej Komenderski, Krzysztof Łoziński, Franciszek Nowak, Tomasz Olszewski, Krzysztof Sznajder, Janusz Śnietka | [ 34 ] |
| 2.  | Komisja ds. Edukacji, Kultury i Sportu                   | Kds.EKiS   | Stefan Nowak       | Andrzej Lorencki          | Łukasz Garus, Feliks Kowalski, Monika Oleś, Tomasz Olszewski, Janusz Śnietka                                                       | [ 35 ] |
| 3.  | Komisja Praworządności i Bezpieczeństwa                  | KPiB       | Stefan Zientkowski | Kazimierz Szczerba        | Łukasz Garus, Piotr Gładki, Andrzej Lorencki, Krzysztof Łoziński, Tomasz Olszewski                                                 | [ 36 ] |
| 4.  | Komisja ds Rodziny, Zdrowia i Spraw Społecznych          | Kds.RZiSS  | Tadeusz Torbus     | Franciszek Herman         | Andrzej Komenderski, Monika Oleś, Stefan Zientkowski                                                                               | [ 37 ] |
| 5.  | Komisja Inwentaryzacyjna ds. Komunalizacji Mienia        | KId/sKM    | Piotr Gładki       | Janusz Wojewodzic         | Monika Oleś, Ewald Opuchlik, Tadeusz Torbus                                                                                        | [ 38 ] |
| 6.  | Komisja Budżetowa                                        | KB         | Feliks Kowalski    | Krzysztof Łoziński        | Stefan Nowak, Andrzej Komenderski, Marek Jaworski, Franciszek Nowak, Marek Pyla, Krzysztof Sznajder, Janusz Śnietka                | [ 39 ] |
| 7.  | Komisja ds. Budżetu, Rozwoju Miasta i Ochrony Środowiska | K ds. KiS  | Tomasz Olszewski   | Andrzej Komenderski       | Marek Jaworski, Kazimierz Szczerba, Krzysztof Sznajder, Janusz Wojewodzic, Stefan Zientkowski                                      | [ 40 ] |

## Kadencja 2006–2010

### Prezydium Rady Miejskiej[41]
| Imię i nazwisko | Imię i nazwisko    | Przynależność                         | Funkcja                           |
| --------------- | ------------------ | ------------------------------------- | --------------------------------- |
|                 | Piotr Szczęsny     | Platforma Obywatelska RP              | Przewodniczący Rady Miejskiej     |
|                 | Łukasz Garus       | Platforma Obywatelska RP              | Wiceprzewodniczący Rady Miejskiej |
|                 | Krzysztof Łoziński | Przymierze Społeczne                  | Wiceprzewodniczący Rady Miejskiej |
|                 | Jarosław Ślepaczuk | Tarnogórskie Porozumienie Samorządowe | Wiceprzewodniczący Rady Miejskiej |

### Skład Rady Miejskiej
Skład rady miejskiej w Tarnowskich Górach w kadencji 2006–2010:
| Lp. | Lp. | Okręg wyborczy | Imię i nazwisko      | Przynależność                             |
| --- | --- | -------------- | -------------------- | ----------------------------------------- |
|     | 1.  | 3              | Małgorzata Kocot     | niezależna                                |
|     | 2.  | 2              | Feliks Kowalski      | Inicjatywa Obywatelska-Przymierze Śląskie |
|     | 3.  | 3              | Łukasz Garus         | Platforma Obywatelska RP                  |
|     | 4.  | 3              | Jan Hahn             | Inicjatywa Obywatelska-Przymierze Śląskie |
|     | 5.  | 2              | Józef Harwig         | Inicjatywa Obywatelska-Przymierze Śląskie |
|     | 6.  | 1              | Marek Jaworski       | Tarnogórskie Porozumienie Samorządowe     |
|     | 7.  | 2              | Stanisław Kowolik    | Prawo i Sprawiedliwość                    |
|     | 8.  | 1              | Krzysztof Łoziński   | Przymierze Społeczne                      |
|     | 9.  | 3              | Franciszek Nowak     | Inicjatywa Obywatelska-Przymierze Śląskie |
|     | 10. | 3              | Stefan Nowak         | Prawo i Sprawiedliwość                    |
|     | 11. | 1              | Przemysław Oleś      | Platforma Obywatelska RP                  |
|     | 12. | 3              | Ewald Opuchlik       | Inicjatywa Obywatelska-Przymierze Śląskie |
|     | 13. | 3              | Marek Porada         | Przymierze Społeczne                      |
|     | 14. | 1              | Piotr Gładki         | Inicjatywa Obywatelska-Przymierze Śląskie |
|     | 15. | 2              | Piotr Szczęsny       | Platforma Obywatelska RP                  |
|     | 16. | 2              | Kazimierz Szczerba   | niezależny                                |
|     | 17. | 3              | Krzysztof Sznajder   | niezależny                                |
|     | 18. | 1              | Jarosław Ślepaczuk   | Tarnogórskie Porozumienie Samorządowe     |
|     | 19. | 1              | Tadeusz Torbus       | Inicjatywa Obywatelska-Przymierze Śląskie |
|     | 20. | 1              | Alicja Kosiba-Lesiak | Platforma Obywatelska RP                  |
|     | 21. | 2              | Jerzy Węgielski      | Przymierze Społeczne                      |
|     | 22. | 1              | Henryk Wrzask        | Prawo i Sprawiedliwość                    |
|     | 23. | 2              | Piotr Wycisk         | Platforma Obywatelska RP                  |
|     | –   | 3              | Jakub Chmiel         | Platforma Obywatelska RP                  |

### Komisje Rady Miejskiej
W kadencji 2006–2010 działało początkowo osiem, następnie siedem komisji Rady Miejskiej:
| Lp. | Nazwa komisji                                                        | Symbol   | Przewodniczący       | Zastępca przewodniczącego | Członkowie                                                                               |        |
| --- | -------------------------------------------------------------------- | -------- | -------------------- | ------------------------- | ---------------------------------------------------------------------------------------- | ------ |
| 1.  | Komisja Rewizyjna                                                    | KR       | Krzysztof Sznajder   | Jerzy Węgielski           | Piotr Gładki, Marek Jaworski, Stefan Nowak, Ewald Opuchlik, Piotr Wycisk                 | [ 42 ] |
| 2.  | Komisja Budżetowa                                                    | KB       | Kazimierz Szczerba   | Józef Harwig              | Feliks Kowalski, Krzysztof Łoziński, Krzysztof Sznajder, Henryk Wrzask, Piotr Wycisk     | [ 43 ] |
| 3.  | Komisja Infrastruktury i Rozwoju Miasta                              | KIRM     | Marek Porada         | Franciszek Nowak          | Łukasz Garus, Krzysztof Łoziński, Ewald Opuchlik, Krzysztof Sznajder, Jarosław Ślepaczuk | [ 44 ] |
| 4.  | Komisja Edukacji, Kultury i Sportu                                   | KEKS     | Marek Jaworski       | Feliks Kowalski           | Łukasz Garus, Stefan Nowak, Marek Porada, Stanisław Kowolik                              | [ 45 ] |
|     | Komisja ds Rodziny, Zdrowia i Pomocy Społecznej                      | KdsRZiPS | –                    | Alicja Kosiba-Lesiak      | Marek Jaworski, Stanisław Kowolik, Tadeusz Torbus                                        | [ 46 ] |
| 5.  | Komisja Bezpieczeństwa i Porządku Prawnego                           | KBPP     | Piotr Wycisk         | Jerzy Węgielski           | Piotr Gładki, Jan Hahn, Alicja Kosiba-Lesiak, Kazimierz Szczerba, Henryk Wrzask          | [ 47 ] |
|     | Komisja Ochrony Środowiska i Funduszy Europejskich                   | KOSFE    | Alicja Kosiba-Lesiak | Tadeusz Torbus            | Przemysław Oleś, Małgorzata Kocot                                                        | [ 48 ] |
| 6.  | Komisja Inwentaryzacyjna ds. Komunalizacji Mienia                    | KId/sKM  | Piotr Gładki         | Jarosław Ślepaczuk        | Franciszek Nowak, Przemysław Oleś, Henryk Wrzask                                         | [ 49 ] |
| 7.  | Komisja ds. Rodziny, Zdrowia, Pomocy Społecznej i Ochrony Środowiska | KRZPSiOŚ | Alicja Kosiba-Lesiak | Małgorzata Kocot          | Krzysztof Łoziński, Jerzy Węgielski, Tadeusz Torbus                                      | [ 50 ] |

## Kadencja 2002–2006

### Skład Rady Miejskiej
Skład rady miejskiej w Tarnowskich Górach w kadencji 2002–2006:
| Lp. | Lp. | Okręg wyborczy | Imię i nazwisko     | Komitet wyborczy                               |
| --- | --- | -------------- | ------------------- | ---------------------------------------------- |
|     | 1.  | 2              | Arkadiusz Czech     | Inicjatywa Obywatelska Powiatu Tarnogórskiego  |
|     | 2.  | 1              | Tomasz Głogowski    | KWW Przymierze Śląskie                         |
|     | 3.  | 3              | Jan Hahn            | KWW Przymierze Śląskie                         |
|     | 4.  | 3              | Piotr Hanysek       | KWW Forum Samorządowe Ziemi Tarnogórskiej      |
|     | 5.  | 2              | Józef Harwig        | Inicjatywa Obywatelska Powiatu Tarnogórskiego  |
|     | 6.  | 1              | Marek Jaworski      | KKW Sojusz Lewicy Demokratycznej – Unia Pracy  |
|     | 7.  | 2              | Stefan Karmelita    | KWW Forum Samorządowe Ziemi Tarnogórskiej      |
|     | 8.  | 3              | Andrzej Komenderski | KWW Forum Samorządowe Ziemi Tarnogórskiej      |
|     | 9.  | 2              | Rafał Krawczyk      | KKW Sojusz Lewicy Demokratycznej – Unia Pracy  |
|     | 10. | 1              | Ryszard Kuliberda   | KWW Forum Samorządowe Ziemi Tarnogórskiej      |
|     | 11. | 1              | Krzysztof Łoziński  | Przymierze Społeczne                           |
|     | 12. | 3              | Franciszek Nowak    | Przymierze Społeczne                           |
|     | 13. | 3              | Jan Ozga            | KWW Inicjatywa Społeczna Wspólnota Samorządowa |
|     | 14. | 3              | Maria Ożga          | KKW Sojusz Lewicy Demokratycznej – Unia Pracy  |
|     | 15. | 1              | Tadeusz Psiuk       | Liga Samorządowa                               |
|     | 16. | 2              | Józef Sienicki      | KKW Sojusz Lewicy Demokratycznej – Unia Pracy  |
|     | 17. | 2              | Piotr Szczęsny      | KWW Przymierze Śląskie                         |
|     | 18. | 3              | Krzysztof Sznajder  | KWW Forum Samorządowe Ziemi Tarnogórskiej      |
|     | 19. | 1              | Jarosław Ślepaczuk  | KKW Sojusz Lewicy Demokratycznej – Unia Pracy  |
|     | 20. | 3              | Marek Telenga       | KWW Forum Samorządowe Ziemi Tarnogórskiej      |
|     | 21. | 1              | Tadeusz Torbus      | Inicjatywa Obywatelska Powiatu Tarnogórskiego  |
|     | 22. | 1              | Jolanta Tuszyńska   | Przymierze Społeczne                           |
|     | 23. | 2              | Jerzy Węgielski     | Przymierze Społeczne                           |

## Kadencja 1998–2002

### Skład Rady Miejskiej
Skład rady miejskiej w Tarnowskich Górach w kadencji 1998–2002:
- przewodniczący Rady: Stefan Karmelita
- pozostali członkowie: Jarosław Adwent, Stanisław Beśka, Józef Burdziak, Jerzy Chmielewski, Jerzy Chwist, Marian Czarnecki, Adam Duch, Ryszard Furman, Bernard Gruca, Piotr Hanysek, Roman Harwig, Franciszek Herman, Marek Jaworski, Andrzej Jędrzejczak, Jan Jonaczyk, Marek Kandzia, Leszek Kiełbusiewicz, Zbyszek Klich, Andrzej Komenderski, Hanna Kostrzewa-Biały, Andrzej Kubiczek, Ryszard Kuliberda, Horst Meisner, Jerzy Pakos, Jacek Pieczyk, Wiesław Sierota, Teodor Sobota, Manfred Szmid, Marek Telenga, Tadeusz Torbus, Jerzy Węgielski, Krystian Wranik, Henryk Wrzask, Jan Wyrwas, Stefan Zientkowski.

## Kadencja 1994–1998

### Skład Rady Miejskiej
Skład rady miejskiej w Tarnowskich Górach w kadencji 1994–1998:
- przewodniczący Rady: Jan Orzeł
- pozostali członkowie: Stanisław Beśka, Józef Burdziak, Jerzy Chmielewski, Arkadiusz Czech, Jan Gajda, Joachim Ganszyniec, Bernard Gruca, Piotr Hanysek, Andrzej Janicki, Stefan Karmelita, Stanisław Kijowski, Andrzej Komenderski, Stanisław Kowolik, Ryszard Kuliberda, Ryszard Lach, Czesław Lubas, Cecylia Machulska, Kazimierz Mańka, Horst Meisner, Jacek Pieczyk, Jarosław Płaczek, Tadeusz Psiuk, Klaudiusz Siwiec, Zbigniew Skrzypiciel, Teodor Sobota, Janusz Stefanowski, Kazimierz Szczerba, Manfred Szmid, Marek Telenga, Tadeusz Torbus, Henryk Trafiał, Alfred Trzeja, Romuald Walczyk, Sławomir Wilk, Stefan Zientkowski.

## Kadencja 1990–1994

### Skład Rady Miejskiej
Skład rady miejskiej w Tarnowskich Górach w kadencji 1990–1994:
- przewodniczący Rady: Czesław Lubas
- pozostali członkowie: Stanisław Beśka, Ryszard Białek, Alfred Bujara, Grzegorz Burzka, Andrzej Czarnik, Jerzy Czech, Bolesław Ersteniuk, Andrzej Feldmann, Piotr Gajda, Joachim Ganszyniec, Antoni Gawliczek, Andrzej Grucza, Jerzy Hajduk, Piotr Hanysek, Ernest Hojka, Kazimierz Kałwak, Ryszard Kłosiński, Tadeusz Krupa, Benedykt Kupny, Franciszek Lukoszek, Sylwester Miotek, Bolesław Miśków, Mikołaj Musik, Wiktor Musioł, Józef Myśliwczyk, Barbara Panczocha, Stanisław Prudło, Jan Radwański, Józef Sage, Zbigniew Sauer, Teodor Sobota, Manfred Szmid, Alfred Trzeja, Stanisław Wieczorek, Brygida Zawieja, Stefan Zientkowski.